# Cinara yukona
Cinara yukona är en insektsart som beskrevs av Hottes 1964. Cinara yukona ingår i släktet Cinara och familjen långrörsbladlöss. Inga underarter finns listade i Catalogue of Life.